# Leyteboszangertimalia
De leyteboszangertimalia (Micromacronus leytensis) is een zangvogel uit de familie Cisticolidae. De leyteboszangertimalia komt alleen voor in de Filipijnen.

## Kenmerken
De leyteboszangertimalia is een kleine zangvogel met een lengte van maximaal 7,5 centimeter van kop tot staart. De soort heeft opvallende lange rechtopstaande veren op de rug en staart en is mede daardoor goed te onderscheiden van enigszins gelijkende soorten als de goudkeelhoningzuiger en de bergboszanger. De flanken, rug, vleugels en staart van de leyteboszangertimaliazijn zijn olijfkleurig groen. De kop is wat donkerder van kleur. De keel is wit en het midden van de borst en de buik zijn vaalgeel. De snavel heeft een donkere hoornachtige kleur, de ogen zijn rood en de poten groenachtig. Het vrouwtje is te onderscheiden doordat het wat valer van kleur is dan het mannetje.

## Verspreiding en leefgebied
De leyteboszangertimalia komt alleen nog voor op de eilanden Samar, Biliran en Leyte. Er zijn maar heel weinig waarnemingen van deze soort. De leyteboszangertimalia is een luidruchtige vogel die vaak optrekt in groepjes met andere zangvogels in dezelfde ecologische niche: montaan altijd groenblijvend tropisch loofbos, vaak boven in boomkronen van bossen en bosranden in heuvel- en bergland tot een hoogte van maximaal 1300 meter boven de zeespiegel. Aangenomen wordt dat de aantallen afnemen als gevolg van ontbossingen.